# Закон спроса

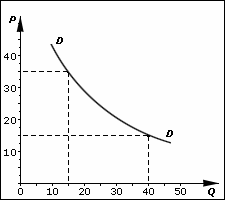
Закон спроса

Зако́н спро́са (англ. law of demand) — утверждение о том, что объем спроса уменьшается при увеличении цены товара, то есть между величиной спроса и ценой существует обратная зависимость. Закон спроса выполняется при прочих равных условиях, то есть при постоянном доходе, неизменных предпочтениях потребителя и неизменных ожиданиях относительно будущих цен.
Закон спроса всегда выполняется для компенсированного спроса, так как компенсация нивелирует эффект дохода, возникающий в результате изменения цены. Эффект замещения является всегда отрицательным. Маршалловский спрос может не подчиняться закону спроса из-за наличия одновременно эффектов замещения и эффекта дохода. Примером такой ситуации служит гипотетический товар Гиффена. На практике товар Гиффена не встречается, поэтому обычно считают, что закон выполнен и для маршалловского спроса.

## Определение
Под законом спроса понимают обратную зависимость между ценой и величиной спроса на товар или услугу в течение определённого периода времени. Если цены изменились с {\displaystyle p} до {\displaystyle p'}, а объем спроса с {\displaystyle x(p,w)} до {\displaystyle x(p',w)}, то математически закон спроса можно выразить следующим образом:
{\displaystyle \lbrack p'-p\rbrack \lbrack x(p',w)-x(p,w)\rbrack \leq 0}
Интуитивно это означает, что изменение цены и изменение объема спроса имеют разные знаки. Если {\displaystyle x(p,w)} — это маршалловский спрос, то закон спроса не будет выполняться для товара Гиффена.

## Обоснование закона спроса
В качестве обоснования закона спроса часто приводят следующие интуитивные аргументы:
- эмпирическими наблюдениями, когда нисходящая кривая спроса объясняется тем, что обычные индивидуумы покупают продукт больше по низкой цене, чем по высокой. Цена выступает барьером — чем выше цена, тем выше барьер, тем меньше продукта могут купить, а чем ниже цена, тем больше они могут приобрести;
- законом убывающей предельной полезности, когда потребитель получает меньше полезности от каждой последующей единицы продукта, таким образом потребители приобретают дополнительные единицы продукта лишь при условии, что цена его снижается;
- эффектом дохода, когда потребитель при более низкой цене приобретает больше данного продукта, не отказывая себе в приобретении каких-либо альтернативных продуктов. Снижение цены продукта увеличивает его покупательную способность (денежного дохода потребителя) и он может купить большее количество данного продукта, чем прежде. Увеличение цены вызывает противоположный эффект;
- эффектом замещения, когда более низкая цена стимулирует потребителя заменить дорогие товары аналогичными товарами, которые относительно подешевели.

## Закон для компенсированного спроса
Для того, чтобы нивелировать эффект дохода, возникающий при изменении цены, можно изменить доход потребителя двумя способами:
- так, чтобы прежний оптимальный товарный набор лежал точно на бюджетном ограничении (компенсация по Слуцкому);
- так, чтобы полезность потребителя осталась неизменной (компенсация по Хиксу).

Если цены изменились с {\displaystyle p} до {\displaystyle p'}, а объем спроса с {\displaystyle h(p,w)} до {\displaystyle h(p',w)}, то закон спроса с учетом компенсации (доход изменился от {\displaystyle w} до {\displaystyle w'}) можно выразить следующим образом:
{\displaystyle \lbrack p'-p\rbrack \lbrack h(p',w')-h(p,w)\rbrack \leq 0}
Для компенсированного спроса закон выполнен всегда, так как эффект замещения отрицателен.